# Rio Bolda
O Rio Bolda é um rio da Romênia afluente do Rio Hodişa, localizado no distrito de Satu Mare.